# مارمولک شاخ‌کوتاه کوتوله
مارمولک شاخ‌کوتاه کوتوله (نام علمی: Phrynosoma douglasii) نام یک گونه از سردۀ مارمولک‌های شاخ‌شاخی است. این جانور بیشتر در شمال غربی ایالات متحده و همچنین جنوب غربی کانادا وجود دارد. مارمولک شاخ‌کوتاه کوتوله ممکن است با نام «وزغ شاخدار» یا «وزغ شاخی» نیز نام برده شود ولی او وزغ نیست زیرا این جانور یک خزنده است نه یک دوزیست.

## نام
نام علمی این گونه برای قدردانی از گیاه‌شناس اسکاتلندی «دیوید داگلاس»، «Phrynosoma douglasii» گذاشته شد.